# Il mostro di Firenze (film)
Pour plus de détails, voir Fiche technique et Distribution.
Il mostro di Firenze est un giallo italien réalisé par Cesare Ferrario (it) et sorti en 1986.
Le film, consacré au véritable tueur en série surnommé « Monstre de Florence », est librement adapté de l'ouvrage du même nom du journaliste Mario Spezi (it) paru en 1983.

## Synopsis
En Toscane dans le village de Scopeti, un jeune couple français est barbarement assassiné dans leur tente alors qu'ils campaient. Avant eux, le tueur avait déjà assassiné sept autres couples et terrorisé toute la province florentine depuis près de vingt ans. Les médias avaient pris l'habitude de le surnommer le « Monstre de Florence ».
Giulia, une jeune journaliste qui couvre cette terrible affaire depuis quatre ans pour le journal pour lequel elle travaille, est fiancée à Andreas Ackermann, un écrivain qui écrit un roman sur ce meurtrier macabre et mystérieux, en essayant également de reconstituer sa personnalité et les raisons qui l'ont poussé à commettre ces terribles crimes.
Pour Andreas, qui fait un jour la connaissance de la mère d'une des victimes du tueur en série, découvrir l'identité du Monstre est devenu une telle obsession qu'à partir de la reconstitution du premier crime (qui a eu lieu à Signa en 1968), il a créé sa propre identité psychophysique du meurtrier : un homme insoupçonnable issu d'une famille aisée, à l'intelligence supérieure à la moyenne, poussé à tuer à cause de sa propre impuissance sexuelle liée à un traumatisme d'enfance concernant les perversions de ses parents.
Ce qu'Andreas croit n'être que des fantasmes issus de son imagination d'écrivain semble pourtant commencer à avoir des parallèles avec la réalité : l'homme commence à voir le tueur et sa mère imaginaire dans diverses situations de la vie réelle : au théâtre lors d'une représentation de l'opéra Othello, dans un restaurant lors d'un dîner entre amis, et enfin dans une forêt, lieu d'un des meurtres du Monstre.
L'écrivain imagine le jour où l'homme sera jugé, mais sait qu'il faudra aussi fouiller dans son enfance pour comprendre ce qui l'a conduit à devenir le Monstre de Florence.
Résigné à l'idée que le tueur ne sera probablement jamais arrêté, Andreas est de plus en plus hanté par ce qui lui semble être des hallucinations, mais lorsqu'il aperçoit son tueur dans un bar de Florence, il le poursuit et l'arrête. Se retrouvant face à l'homme, Andreas ne sait pas quoi dire ni comment se comporter et le laisse partir. Le tueur s'en va donc, en poursuivant sa tranquille promenade dans les rues du centre historique de la ville.

## Fiche technique
- Titre original : Il mostro di Firenze[1]
- Réalisateur : Cesare Ferrario (it)
- Scénario : Cesare Ferrario (it), Fulvio Ricciardi, Mario Spezi (it) d'après son ouvrage Il mostro di Firenze paru en 1983 chez Sonzogno.
- Photographie : Claudio Cirillo
- Musique : Paolo Rustichelli (it)
- Effets spéciaux : Giovanni Corridori (it)
- Production : Mario Giacomini, Bruno Noris, Alessandro Calosci
- Société de production : G.M.P. - Gruppo Milano Produzioni
- Pays de production :  Italie
- Langue originale : italien
- Format : Couleurs (une scène en noir et blanc) - 1,37:1 - Son stéréo - 35 mm
- Durée : 92 minutes
- Genre : Giallo, film d'épouvante
- Dates de sortie :
  - Italie : 12 avril 1986

## Distribution
- Leonard Mann : Andreas Ackerman
- Bettina Giovannini (it) : Giulia
- Gabriele Tinti : Enrico
- Federico Pacifici (it) : Monstre de Florence
- Lidia Mancinelli : mère du Monstre
- Alberto Di Stasio : père du Monstre
- Francesca Muzio : femme adultère (Barbara Locci)
- Anna Orso : mère d'une victime
- Gilfranco Baroni (it) : avocat
- Maurizio Scattorin (it) : procureur
- Antonio Ballerio (it) : enquêteur
- Giuseppe Mauro Cruciano : ami du Monstre
- Stefania Dadda (it) : fille de la fête
- Bruno Santini (it) : barman

## Exploitation et censure
Le film est sorti dans les salles italiennes le 12 avril 1986, quelques mois après ce qui devait être, rétrospectivement, le dernier meurtre du mystérieux tueur en série qui a terrorisé la province florentine pendant près de vingt ans.
Le film, distribué par la Titanus de Goffredo Lombardo, a connu un grand succès auprès du public (il a dépassé trois milliards de lires de recettes), même s'il a eu quelques problèmes au moment de sa sortie, tant avec la justice, en raison de la reconstitution de l'histoire et des hypothèses sur la personnalité du Monstre (au moment de la sortie du film, les enquêtes policières étaient encore au point mort), qu'avec certaines familles des victimes du tueur en série, qui ne voulaient pas que l'on spécule sur cet événement tragique.
La magistrature, quelques jours après la sortie, a ordonné la saisie du film, interdisant sa diffusion dans toutes les salles italiennes. À la suite d'un recours déposé par Titanus, le film a été libéré et redistribué dans le circuit cinématographique, mais l'interdiction de programmation est restée en vigueur, ne serait-ce que pour les salles de Toscane,.

## Œuvre connexe
Le 7 février de la même année (deux mois avant la sortie du film), un autre film d'horreur et de suspense inspiré des événements du Monstre de Florence, L'assassino è ancora tra noi, réalisé par Camillo Teti et interprété par Mariangela D'Abbraccio et Giovanni Visentin, est sorti sur les écrans.